# Gornja Koznica
Gornja Koznica (cyr. Горња Козница) – wieś w Serbii, w okręgu pczyńskim, w gminie Surdulica. W 2011 roku liczyła 44 mieszkańców.